# Floridawormhagedis
De floridawormhagedis (Rhineura floridana) is een wormhagedis uit de familie Rhineuridae.

## Naam en indeling
Het is enige soort uit deze monotypische familie. De wetenschappelijke naam van de soort werd voor het eerst voorgesteld door Spencer Fullerton Baird in 1858. Oorspronkelijk werd de wetenschappelijke naam Lepidosternon floridanum gebruikt.

## Uiterlijke kenmerken
De soort kan een lichaamslengte van veertig centimeter bereiken, maar in het veld blijven veel exemplaren meestal onder de dertig cm. Het is een bodembewoner die opmerkelijke kleuren heeft; van roze tot blauw met een olie-achtige, iriserende glans over het hele lichaam. De schubben liggen in ringen met daartussen groeven die het dier een gesegmenteerd uiterlijk geven zoals een regenworm, vooral de roze exemplaren. Ook is het lichaam erg dun en heeft het dier een vergrote, schoffelachtige kop met een duidelijke bek maar geen oog- of ooropeningen. Omdat deze soort een gravend bestaan leidt zouden deze alleen maar verstopt kunnen raken. De soort is te herkennen aan de spatel-achtige staart, de lengtegroef aan de bovenzijde van de kop en de wat grotere maar gladde kopschubben.

## Leefwijze
Deze gravende hagedis eet wormen, insecten en de larven; daarnaast worden ook termieten gegeten, die door veel andere dieren worden gemeden. Zelf wordt hij bejaagd door vogels, onder meer door de Amerikaanse spotvogel. Deze soort komt nooit boven de grond want hier is de hagedis erg kwetsbaar. Alleen na zware regenval of graafwerkzaamheden waagt hij zich bovengronds. Zelfs de paring en ei-afzet vindt ondergronds plaats in kleine kamertjes. Er worden drie eieren per keer afgezet, die langwerpig van vorm zijn.

## Verspreiding en habitat
De floridawormhagedis komt voor in delen van Noord-Amerika en leeft endemisch in het midden en noorden van de staat Florida in de Verenigde Staten. Het is enige wormhagedis die voorkomt in delen van Noord-Amerika. De hagedis houdt van zanderige streken zodat hij goed kan graven. Ook vegetatie is gewenst want op de wortels hiervan komen vele prooien af. De habitat bestaat uit gematigde bossen en scrublands, ook in agrarische gebieden komt de soort voor.

## Beschermingsstatus
Door de internationale natuurbeschermingsorganisatie IUCN is de beschermingsstatus 'veilig' toegewezen (Least Concern of LC).